# 1895 na arte

## Nascimentos
| Data          | Nome                 | Profissão                        | Nacionalidade                              | Observações | Ref   |
| ------------- | -------------------- | -------------------------------- | ------------------------------------------ | ----------- | ----- |
| 26 de maio    | Dorothea Lange       | fotógrafa                        | Estados Unidos                             | m. 1965     | [ 1 ] |
| 2 de agosto   | Helena Roque Gameiro | pintora aguarelista              | Reino Unido de Portugal, Brasil e Algarves | m. 1986     |       |
| 15 de outubro | Eduarda Lapa         | pintora e professora de pintura  | Reino Unido de Portugal, Brasil e Algarves | m. 1976     |       |
| 6 de novembro | Lucília Fraga        | professora, desenhista e pintora | Brasil                                     | m. 1979     |       |

## Mortes
| Data       | Nome           | Profissão              | Nacionalidade | Observações | Ref |
| ---------- | -------------- | ---------------------- | ------------- | ----------- | --- |
| 2 de março | Berthe Morisot | pintora impressionista | França        | n. 1841     |     |